# Чарлтон (Массачусетс)
Чарлтон (англ. Charlton) — місто (англ. town) в США, в окрузі Вустер штату Массачусетс. Населення — 13 315 осіб (2020).

## Демографія
Згідно з переписом 2010 року, у місті мешкала 12 981 особа в 4608 домогосподарствах у складі 3552 родин. Було 4885 помешкань
Расовий склад населення:
| - 96,2 % — білих - 0,9 % — азіатів - 0,7 % — чорних або афроамериканців - 0,2 % — корінних американців - 0,1 % — вихідців з тихоокеанських островів |

До двох чи більше рас належало 1,4 %. Частка іспаномовних становила 2,9 % від усіх жителів.
За віковим діапазоном населення розподілялося таким чином: 25,1 % — особи молодші 18 років, 63,2 % — особи у віці 18—64 років, 11,7 % — особи у віці 65 років та старші. Медіана віку мешканця становила 41,2 року. На 100 осіб жіночої статі у місті припадало 96,6 чоловіків;  на 100 жінок у віці від 18 років та старших — 93,8 чоловіків також старших 18 років.
Середній дохід на одне домашнє господарство  становив 104 931 долар США (медіана — 93 921), а середній дохід на одну сім'ю — 119 250 доларів (медіана — 106 161). Медіана доходів становила 71 594 долари для чоловіків та 59 159 доларів для жінок. За межею бідності перебувало 4,7 % осіб, у тому числі 3,5 % дітей у віці до 18 років та 4,1 % осіб у віці 65 років та старших.
Цивільне працевлаштоване населення становило 7016 осіб. Основні галузі зайнятості: освіта, охорона здоров'я та соціальна допомога — 33,7 %, роздрібна торгівля — 11,1 %, виробництво — 11,0 %.